# ヴァリス (フィリップ・K・ディックの小説)
『ヴァリス』（VALIS）は、1981年に発表されたアメリカのSF作家フィリップ・K・ディックのSF小説。

## 概要
『ヴァリス』の原題『VALIS』は、"Vast Active Living Intelligence System"の頭文字を並べたもので、日本では次のように訳された。
- 旧訳版（1982年サンリオSF文庫版）で、大滝啓裕によって「巨大にして能動的な生ける情報システム」
- 新訳版（2014年ハヤカワ文庫SF版）で、山形浩生によって「巨大活性諜報生命体システム」

VALISの意味や表象自体は明示的でないが、著者ディック自身が抱く、神への独特なグノーシス主義的なヴィジョンを包摂している。ヴァリス三部作（『ヴァリス』『聖なる侵入』『ティモシー・アーチャーの転生』）の第一作目。

## あらすじ
1971年カリフォルニア。主人公のSF作家ホースラヴァー・ファットは、友人の自殺を切っ掛けに現実を喪失しはじめる。薬物依存と精神衰弱の果て、ついに、1974年３月、ピンク色の光線を額に照射される（と主人公ファット自身が解釈した神秘体験をする）。ピンク色の光線は、ファットにとって神的啓示を含む高密度情報として知覚され、そこで得た情報の一部にもとづき、現実に息子の先天的疾患を発見する（してしまう）。
このことで、ピンク色の光線（のちに、"超越的な理性的精神"、"キリスト精神"、また、"Zebra"、"God"、"VALIS"などと多様・多重にパラフレーズされる）の神秘体験が幻覚ではないと考えるようになり、情報の配置によって生成される宇宙についての理論や、「神」についての独自の神学を日誌に書き綴るようになり、これを『釈義』や『大ソビエト図鑑』などと名付け、友人たちと他愛もない論争にふけるようになる。
しかし、ある映画……作中（同名）映画『VALIS』（エリック・ランプトン作）……を観たことで事態は変容する。同映画にはサブリミナル効果と暗号によるメッセージが隠されていた。ファットが独自のものと考えていた自らの神学と同じ情報の源泉に触れた人間にしかわからない（VALISからのピンク色の光線を照射された者にしかわからない〈とされる〉）メッセージを直感し、友人たちと同映画を制作した小さなカルト団体を訪れる。
そこでは３人の団体員が、怪しげな研究と実験に耽っており、なにやらVALIS（ここでのVALISの意味は、グノーシス的牢獄宇宙に派遣されたキリスト精神の意味に変容する〈詳細には三位一体のうちの聖霊としての意にさらに変容する〉）の理解に到達し、さらには、真の神を誕生させることにも成功したと語る。そして、救世主,キリスト,神などといった称揚とともに、ファットたちをついにその真の神と邂逅させる。
それはソフィアと名付けられた一人の少女だった（必ずしも人間の少女ではなく、少女型AIとも、少女型の神だとも推理がなされるが明示的ではない）。
訝しみながらも、ソフィアの語る言葉に耳を傾けるうちに神を確信するファットたちであった。やがて、ファットは、自らがディックであったことを想起することに成功する（統合失調・精神分裂・記憶喪失の治癒：主人公ホース・ラヴァー・ファットは、作者フィリップ・K・ディック自身であると明示され、この『VALIS』という小説自体が、ディックの自叙伝じみたものであるというメタ構造が明かされる〉）。ソフィアの誕生で、ヤルダバオト・デミウルゴス・狂った神といった象徴で語られる古い偽神による支配の時代（黒き鉄の牢獄の時代）が終り、千年王国（ヤシの木の庭園・黄金の時代）が訪れる……かに思われたが、致命的な事故が起きる。
団体員のうちの一人が、ソフィアの額に高出力ビームを照射し脳髄ごと焼き殺してしまう。VALISからの情報出力をより確かなものにしようとした果ての事故であった。
ディックたちは、命からがら団体から逃げ出すが、いつしか、すべてが夢であったかのように神や救済の予感は霧散してしまう。唯一と思われた救世主ソフィアの喪失の傷は深く、いつしかディックは、またファットに分裂してしまう。もとあった陰鬱な日常が物語を包む。何も起きない孤独な部屋の中、テレビの前に座り、ファットはまんじりともしなかった。ただ待ち続けた。ただ待ち続けた。

## VALISが表象するもの
- 作中の『大ソビエト事典』第６版では次のように説明される。『巨大にして能動的な生ける情報システム。アメリカの映画より。自動的な自己追跡をする負のエントロピーの渦動が形成され、みずからの環境を漸進的に情報の配置に包摂かつ編入する傾向をもつ、現実場における摂動。擬似意識、目的、知性、成長、環動的首尾一貫性を特徴とする』

## 作者フィリップ・K・ディックの神秘体験との関係
1974年2月20日、ディックは親知らずを抜き、その際のチオペンタールの効果から回復しつつあった。追加の鎮痛剤の配達を受け取るためドアに応対に出ると、女性配達員が彼が "vesicle pisces" と呼ぶシンボルのペンダントを身につけていることに気づいた。この名称は彼が2つの関連するシンボルを混同していることに起因すると見られる。1つは2つの弧を描く線が交差して魚の形になっているイクトゥスで、初期キリスト教徒が秘密のシンボルとして用いたものである。もう1つは2つの円が交差した形の vesica piscis である。女性配達員が立ち去ると、ディックは奇妙な幻覚を体験し始めた。当初は鎮痛剤に起因するものと思われたが、何週間も幻覚が続いたためディックは鎮痛剤のせいだけではないと考えた。「私の心に超越的で理性的な精神が侵入するのを体験し、これまで正気でなかったのが突然正気になったかのように感じた」とディック自身がチャールズ・プラットに語っている。
1974年の2月から3月まで彼は一連の幻覚を体験し、これを "2-3-74"（1974年2月-3月の意）と名付けた。ディックによれば、最初はレーザービームと幾何学模様の幻覚が見え、時折イエス・キリストや古代ローマの幻影が見えたという。幻覚は長さと頻度が増していき、ディックは自分が「フィリップ・K・ディック」であると同時にローマ人に迫害された紀元1世紀のキリスト教徒「トーマス」でもあり、二重の人生を生きていると主張し始めた。ディックは自らの体験を宗教的に解釈しようとし始めた。彼はその「超越的な理性的精神」を "Zebra"、"God"、"VALIS" などと呼ぶようになる。彼はその体験をまず半自伝的小説『アルベマス』に書き、さらに『ヴァリス』、『聖なる侵入』、『ティモシー・アーチャーの転生』というヴァリス三部作を書いた。
あるときディックは預言者エリヤが乗り移ったと感じた。彼は『流れよ我が涙、と警官は言った』が自身が読んだことのない聖書の使徒行伝の物語を詳細化した改作だったと信じた。

## 日本語訳書の書誌情報
- 『ヴァリス』 大滝啓裕訳、サンリオSF文庫、1982年5月  ISBN 978-4387825098
- 『ヴァリス』 山形浩生訳、ハヤカワ文庫SF、2014年5月9日